# Mikkel Wohlgemuth
Mikkel Wohlgemuth (Copenaghen, 4 giugno 1995) è un calciatore danese, centrocampista del B.93.

## Carriera

### Club
Cresciuto nel settore giovanile del Copenaghen, ha esordito in prima squadra il 16 maggio 2013 disputando l'incontro di Superligaen perso 1-0 contro il Randers. Nel 2015 si trasferisce all'HB Køge, giocando per tre stagioni e mezzo di fila in seconda divisione. Nel 2018 firma con il Vendsyssel, dove torna a giocare in massima serie, che si conclude con la retrocessione in seconda divisione.

### Nazionale
Tra il 2010 e il 2014 ha giocato complessivamente 28 partite e realizzato una rete con le nazionali giovanili danesi.

## Statistiche

### Presenze e reti nei club
Statistiche aggiornate al 27 novembre 2021.
| Stagione          | Squadra           | Campionato        | Campionato | Campionato | Coppe nazionali | Coppe nazionali | Coppe nazionali | Coppe continentali | Coppe continentali | Coppe continentali | Altre coppe | Altre coppe | Altre coppe | Totale | Totale |
| Stagione          | Squadra           | Comp              | Pres       | Reti       | Comp            | Pres            | Reti            | Comp               | Pres               | Reti               | Comp        | Pres        | Reti        | Pres   | Reti   |
| ----------------- | ----------------- | ----------------- | ---------- | ---------- | --------------- | --------------- | --------------- | ------------------ | ------------------ | ------------------ | ----------- | ----------- | ----------- | ------ | ------ |
| mag. 2013         | Copenaghen        | SL                | 1          | 0          |                 | -               | -               |                    | -                  | -                  |             | -           | -           | 1      | 0      |
| 2013-2014         | Copenaghen        | SL                | 0          | 0          | CD              | 1               | 0               |                    | -                  | -                  |             | -           | -           | 1      | 0      |
| 2014-2015         | Copenaghen        | SL                | 1          | 0          | CD              | 0               | 0               |                    | -                  | -                  |             | -           | -           | 1      | 0      |
| lug.-ago. 2015    | Copenaghen        | SL                | 0          | 0          |                 | -               | -               | UEL                | 0                  | 0                  |             | -           | -           | 0      | 0      |
| Totale Copenaghen | Totale Copenaghen | Totale Copenaghen | 2          | 0          |                 | 1               | 0               |                    | 0                  | 0                  |             | -           | -           | 3      | 0      |
| ago. 2015-2016    | HB Køge           | 1D                | 25         | 2          | CD              | -               | -               |                    | -                  | -                  |             | -           | -           | 28     | 2      |
| 2016-2017         | HB Køge           | 1D                | 33         | 0          | CD              | 4               | 1               |                    | -                  | -                  |             | -           | -           | 37     | 1      |
| 2017-2018         | HB Køge           | 1D                | 32         | 3          | CD              | 3               | 0               |                    | -                  | -                  |             | -           | -           | 35     | 3      |
| lug.-ago. 2018    | HB Køge           | 1D                | 5          | 0          | CD              | 0               | 0               |                    | -                  | -                  |             | -           | -           | 5      | 0      |
| Totale HB Køge    | Totale HB Køge    | Totale HB Køge    | 95         | 5          |                 | 10              | 1               |                    | -                  | -                  |             | -           | -           | 105    | 6      |
| ago. 2018-2019    | Vendsyssel        | SL                | 26         | 0          | CD              | 2               | 0               |                    | -                  | -                  |             | -           | -           | 28     | 0      |
| 2019-2020         | Vendsyssel        | 1D                | 0          | 0          | CD              | 0               | 0               |                    | -                  | -                  |             | -           | -           | 0      | 0      |
| 2020-2021         | Vendsyssel        | 1D                | 20         | 2          | CD              | 0               | 0               |                    | -                  | -                  |             | -           | -           | 20     | 2      |
| 2021-2022         | Vendsyssel        | 1D                | 15         | 2          | CD              | 1               | 0               |                    | -                  | -                  |             | -           | -           | 16     | 2      |
| Totale Vendsyssel | Totale Vendsyssel | Totale Vendsyssel | 61         | 4          |                 | 3               | 0               |                    | -                  | -                  |             | -           | -           | 64     | 4      |
| Totale carriera   | Totale carriera   | Totale carriera   | 158        | 9          |                 | 14              | 1               |                    | 0                  | 0                  |             | -           | -           | 172    | 10     |

## Palmarès

### Club

#### Competizioni nazionali
- Campionato danese: 1

Copenaghen: 2012-2013
- Coppa di Danimarca: 1

Copenaghen: 2014-2015